# Chambre de commerce et d'industrie de Boulogne-sur-Mer Côte d'Opale
La chambre de commerce et d'industrie de Boulogne-sur-Mer Côte d'Opale, aussi appelée CCI Boulogne, est une ancienne chambre de commerce et d'industrie.
Le 24 décembre 2010, elle fusionne avec les CCI de Calais et Dunkerque pour former la chambre de commerce et d'industrie Côte d'Opale. Avant cette réorganisation, la CCI était l'une des sept chambres de commerce et d'industrie du département du Pas-de-Calais.
Son siège, situé au 98 boulevard Gambetta à Boulogne-sur-Mer, est désormais l'une des trois agences de proximité de la CCI Côte d'Opale.

## Service aux entreprises
- Centre de formalités des entreprises
- Assistance technique au commerce
- Assistance technique à l'industrie
- Assistance technique aux entreprises de service

## Gestion d'équipements
- Port de Boulogne ;
- Port d'Etaples ;
- Zones Industrielles.

(nota : Le Port de plaisance de Boulogne est désormais géré par la CAB)

## Historique
24 décembre 2010 : Fusion de la "CCI Boulogne-sur-mer Côte d'Opale" avec la CCI de Dunkerque et la CCI de Calais pour former la "chambre de commerce et d'industrie Côte d'Opale".

### Présidents
- Alexandre Adam

## Pour approfondir